# ایدون (اردن)
ایدون (به عربی: إیدون) یک منطقهٔ مسکونی در اردن است که در استان اربد واقع شده‌است.